# Camino viejo de Callosa
Camino Viejo de Callosa es una pedanía de la ciudad española de Orihuela, en la comarca de la Vega Baja del Segura, en Alicante. Cuenta con 434 habitantes (INE 2023).

## Referencias

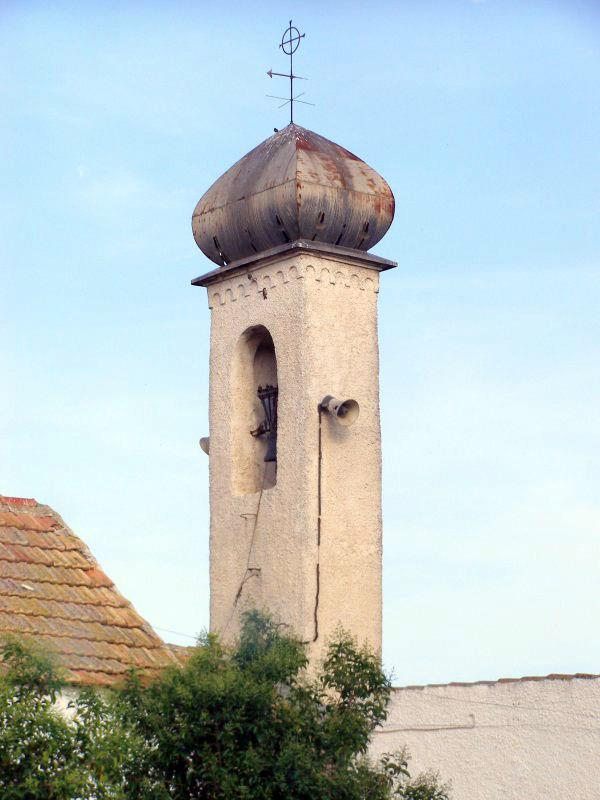